# Nguyễn Văn Huyền
Nguyễn Văn Huyền (1913 – 1995) là chính khách Việt Nam. Ông từng là Chủ tịch Thượng viện đầu tiên của Việt Nam Cộng hòa (1967–1973), nguyên Phó tổng thống đặc trách hòa đàm dưới thời Tổng thống Dương Văn Minh, nhưng chỉ giữ chức vụ này trong 3 ngày trước khi chính thể Việt Nam Cộng hòa sụp đổ vào ngày 30 tháng 4 năm 1975. Những năm cuối đời, ông được mời tham gia Mặt trận Tổ quốc Việt Nam với tư cách nhân sĩ tự do và được bầu giữ chức Ủy viên Đoàn chủ tịch Ủy ban Trung ương Mặt trận Tổ quốc Việt Nam khoá IV cho đến ngày qua đời.

## Sự nghiệp
Ông sinh năm 1911 tại Sóc Trăng, nhưng nguyên quán huyện Tân Trụ, tỉnh Long An, xuất thân trong gia đình Công giáo lâu đời có nền nếp đạo đức. Thuở nhỏ, ông học ở Tân An, rồi Sài Gòn; cuối thập niên 1920, sang Pháp du học một thời gian. Sau khi về nước, ông theo học và tốt nghiệp Cử nhân Luật tại Đại học Luật khoa Đông Dương ở Hà Nội.
Sau khi luật sư tập sự tại Sài Gòn một thời gian, ông mở văn phòng luật sư riêng và dần được nhiều người biết tiếng với những vụ biện hộ cho các bị can chính trị như Hà Huy Tập (1940), Nguyễn Hữu Thọ, Nguyễn Văn Dưỡng, Phan Kiến Khương trong Phong trào hòa bình năm 1950 tại Sài Gòn. Trong vụ án Phong trào hòa bình năm 1950, ông rút ra khỏi Luật sư đoàn để phản đối, nhưng vẫn cùng các luật sư Lê Văn Hổ và Trương Đình Dzu nhận biện hộ không thù lao cho "bị can" Nguyễn Hữu Thọ. Trước tòa, ông khẳng định: "Ông Thọ có ảnh hưởng lớn trong dân chúng. Ông Thọ đã dùng ảnh hưởng ấy mà làm những việc phải làm mà thôi".
Sau khi Ngô Đình Diệm tuyên bố thành lập chính thể Việt Nam Cộng hòa và giữ ngôi vị Tổng thống, mặc dù là một nhân sĩ trí thức Công giáo, nhưng ông giữ thái độ bất hợp tác với chính quyền Ngô Đình Diệm để phản đối chính sách chính trị của chế độ này. Mặc dù vậy, với uy tín nghề nghiệp cũng như danh tiếng đạo đức, thanh liêm, ông vẫn được giới luật sư bầu làm thủ lĩnh Luật sư đoàn. Bên cạnh đó, ông cũng tham gia tích cực trong phong trào Công giáo độc lập với chính quyền như Phong trào Công giáo Tiến hành Việt Nam, Phong trào Trí thức Công giáo (ông cũng từng giữ chức Chủ tịch của cả hai phong trào), là thành viên của phái đoàn Việt Nam tham dự Hội nghị quốc tế Tông đồ Giáo dân kỳ III (tuy nhiên đến giờ chót ông không đi được vì lý do sức khỏe)...

### Gia nhập chính trường
Sau khi chính quyền Đệ Nhất Cộng hòa sụp đổ, ông được mời tham gia Thượng Hội đồng Quốc gia, tham gia soạn thảo Ước pháp ngày 20 tháng 10 năm 1964 trao chủ quyền quốc gia lại cho đại diện dân cử đảm nhiệm, thay thế cho Hiến chương lâm thời 4 tháng 11 năm 1963 vốn đặt quyền lực vào tay quân đội. Tuy nhiên, chính trường Việt Nam Cộng hòa liên tục xáo trộn bởi các cuộc đảo chính và tranh giành quyền lực giữa các tướng lĩnh. Mãi đến khi chính trường Việt Nam Cộng hòa đi vào ổn định với cuộc bầu cử dân sự năm 1967, ông tham gia tranh cử Thượng nghị viện trong liên danh "Công ích và Công bình Xã hội" (còn gọi là Liên danh Bông Huệ). Sau khi đắc cử Thượng nghị sĩ, với uy tín của mình, ông được bầu làm Chủ tịch Thượng nghị viện. Ông là Chủ tịch Thượng viện đầu tiên của Việt Nam Cộng hòa.
Ban đầu, chống chế độ Ngô Đình Diệm lẫn chế độ quân sự của tướng Nguyễn Khánh, ông nhiệt tình ủng hộ chính quyền dân sự của Tổng thống Nguyễn Văn Thiệu. Tuy nhiên, không lâu sau, ông sớm thay đổi lập trường và chuyển hướng sang thế đối lập với Tổng thống Thiệu. Ông công khai tuyên bố chống lại cuộc bầu cử độc diễn của Tổng thống Thiệu nên về sau liên danh Bông Huệ của ông bị chính quyền Nguyễn Văn Thiệu rút tư cách tranh cử Thượng viện năm 1973. Ông cũng từ chức Thượng nghị sĩ để phản đối quyết định này.
Trong những năm sau đó, ông hoạt động trong Lực lượng thứ ba, ngõ hầu tìm một giải pháp để kết thúc chiến tranh. Vì vậy, khi Tổng thống Trần Văn Hương chuyển giao chức vụ cho tướng Dương Văn Minh, ông đã nhận lời tướng Dương Văn Minh nhận chức vụ Phó tổng thống, đặc trách công tác hòa đàm. Ngay sáng ngày 28 tháng 4 năm 1975, ông dẫn đầu phái đoàn gồm ông, luật sư Vũ Văn Mẫu và Chuẩn tướng Nguyễn Hữu Hạnh vào trại Davis để tiếp xúc với đoàn đại biểu quân sự của Chính phủ Cách mạng Lâm thời Cộng hòa miền Nam Việt Nam. Đến 15 giờ chiều, ông chính thức nhận chức vụ Phó tổng thống theo lời giới thiệu của tân Tổng thống Dương Văn Minh. Lúc 19 giờ cùng ngày, ông đọc một bài hiệu triệu trên Đài Phát thanh Sài Gòn, tường trình về cuộc thương lượng với phía Chính phủ Cách mạng Lâm thời Cộng hòa miền Nam Việt Nam và kêu gọi người dân tôn trọng luật pháp, tránh hoảng loạn, lực lượng quân đội và cảnh sát giữ an ninh trật tự và thẳng tay đối với những kẻ cướp và hôi của.
Ngay sáng ngày hôm sau, 29 tháng 4 năm 1975, ông cử thêm một phái đoàn nữa gồm 4 người là các ông Nguyễn Văn Diệp (Tổng trưởng), Nguyễn Văn Hạnh (nhà thầu), Tô Văn Cang (kỹ sư), Nguyễn Đình Đầu vào trại Davis tiếp xúc với đoàn đại biểu Chính phủ Cách mạng Lâm thời Cộng hòa miền Nam Việt Nam để bàn về việc ngưng bắn. Kết quả cuộc tiếp xúc đã không thể thành công khi đối phương đã hoàn toàn nắm chắc thắng lợi. Vì vậy, ông quyết định trình lên Tổng thống Dương Văn Minh bản dự thảo tuyên bố "Chấp nhận Điều kiện Ngừng bắn của Mặt trận Dân tộc Giải phóng Miền Nam" do ông và Nguyễn Đình Đầu cùng soạn thảo, với mục đích tránh các cuộc đổ máu không cần thiết. Tổng thống Dương Văn Minh chấp thuận và ông đã công bố bản này trên Đài Phát thanh Sài Gòn vào lúc 17 giờ ngày 29 tháng 4 năm 1975.
Ngày 30 tháng 4 năm 1975, lúc 6 giờ sáng, ông đã cùng với Tổng thống Dương Văn Minh, Thủ tướng Vũ Văn Mẫu và một số người trong nội các, họp bàn và quyết định không nổ súng, giao chính quyền cho Chính phủ Cách mạng lâm thời Cộng hòa miền Nam Việt Nam. Tất cả đều có mặt tại Dinh ngồi chờ cho đến khi những người lính quân Giải phóng tiến vào Dinh Độc Lập.

### Quản thúc
Sau ngày 30 tháng 4 năm 1975, ông cũng như các thành viên khác của chính phủ tướng Dương Văn Minh, đều không bị đưa đi cải tạo nhưng vẫn sống trong tình trạng quản thúc. Dù một số người sau đó đã được phép ra nước ngoài, nhưng ông vẫn ở lại Việt Nam và sống thầm lặng tại Thành phố Hồ Chí Minh. Ông từng được mời tham gia Mặt trận Tổ quốc Thành phố Hồ Chí Minh, Mặt trận Tổ quốc Trung ương nhưng ông đã từ chối vì lý do sức khỏe kém. Mãi đến những năm cuối đời, ông nhận lời mời của người bạn cũ Nguyễn Hữu Thọ tham gia Mặt trận Tổ quốc Việt Nam, và với sự giới thiệu của ông Nguyễn Hữu Thọ, ông trúng cử Ủy viên Đoàn chủ tịch Ủy ban Trung ương Mặt trận Tổ quốc Việt Nam tại Đại hội IV năm 1994.
Ông mất năm 1995 tại Thành phố Hồ Chí Minh, thọ 82 tuổi.

## Đánh giá
Luật sư Nguyễn Văn Huyền được xem là thành viên của Lực lượng thứ ba, nhóm trí thức dân tộc sống và làm việc trong chế độ Việt Nam Cộng hòa. Là người Công giáo thuần thành, ông nổi tiếng là người đạo đức, thanh liêm, dù khi quyền cao chức trọng vẫn sống đời sống khổ hạnh. Suốt sự nghiệp chính trị, ông không dính tới bất cứ một vụ tai tiếng nào về tiền bạc hay đạo đức chính trị hoặc đối xử tệ hại đối với các đồng viện hoặc đối với những người bất đồng quan điểm. Chính vì vậy, dù có tính cách ôn tồn, nhẹ nhàng, nhưng ông vẫn có uy tín và ảnh hưởng lớn đến những người xung quanh.
"Ông Huyền không phải là người Cộng sản nhưng là một người theo đạo và là một người tốt. Khi Đức Giáo hoàng kêu gọi hòa bình, ông Huyền đã hướng đến việc chấm dứt chiến tranh, tái lập hòa bình. Đến 1975, ông Dương Văn Minh thành lập chính quyền đã mời ông Huyền làm Phó tổng thống phụ trách hòa đàm."_ Nhà nghiên cứu Nguyễn Đình Đầu
"Anh là một trí thức yêu nước. Lúc nào tôi cũng nghĩ, anh không thể bỏ Tổ quốc mình" - Luật sư Nguyễn Hữu Thọ, nguyên Quyền Chủ tịch nước Cộng hoà XHCN Việt Nam. 